# Seleção Israelense de Futebol
A Seleção Israelense de Futebol (português brasileiro) ou Seleção Israelita de Futebol (português europeu)(em hebraico:  נבחרת ישראל בכדורגל, Nivḥeret Yisra'el BeKhaduregel) (AO 1945: Selecção Israelita de Futebol) representa Israel nas competições de futebol da FIFA.

## História
A Associação Israelense de Futebol foi fundada como Associação Palestina de Futebol (PFA) em 1928, 20 anos antes da estabelecimento do Estado de Israel no final do Mandato Britânico da Palestina. A PFA foi aceita como membro da FIFA em 1929. A primeira ação da PFA foi um acordo com as ligas locais,mas depois começou a desenvolver um time para participar das eliminatórias da Copa do Mundo  (participando das eliminatórias da Copa do Mundo FIFA de 1934 e Copa do Mundo FIFA de 1938 como Palestina/Eretz Israel. Israel participou das eliminatórias da copa do Mundo FIFA de 2 continentes antes de ser aceito na UEFA em 1991: Ásia e Oceania. A Seleção Israelense obteve grandes resultados no periodo em que esteve filiada a Confederação Asiática de Futebol, chegando a ganhar uma Copa da Ásia, duas vezes vice da mesma competição e se classificando para a Copa do Mundo de 1970.
Mas as coisas eram mais difíceis do que o normal para Israel enquanto membro da AFC, devido ao Boicote da Liga Árabe, pelo qual os países vizinhos e seus aliados muçulmanos costumavam se recusar a jogar contra eles, a ponto de a equipe passar por praticamente toda a campanha classificatória da Copa do Mundo FIFA de 1958 sem disputar uma partida sequer, pois além da desistência da Turquia, Egito e Sudão se recusaram a enfrentar os israelenses, enquanto a Indonésia só aceitaria jogar em campo neutro, o que não foi acatado pela FIFA. Foi preciso sortear um dos segundos lugares das eliminatórias europeias para que Israel não se classificasse sem jogar pelo menos uma partida; o escolhido foi o País de Gales, que acabou por conseguir a classificação. Em 1974, Israel foi suspenso das competições locais (incluindo os Jogos Asiáticos daquele ano) e, posteriormente, expulso da Confederação Asiática de Futebol por votação entre os outros membros. Sem ter uma confederação continental onde se encaixar em definitivo, a confederação israelense teve de se filiar à distante Confederação de Futebol da Oceania, pela qual disputou as Eliminatórias das Copas de 1986 e 1990.
Após várias introduções e expulsões em diversas ligas, em 1991 a Seleção Israelense foi finalmente aceita na UEFA, como qualquer outro membro (já tendo feito parte da mesma no início da década de 1980, e disputado as Eliminatórias da Copa de 1982 pela zona europeia). Desde então, a seleção vem tentando a classificação para uma Copa do Mundo, ou até mesmo para alguma Eurocopa. O surgimento de bons jogadores, como Yossi Benayoun (recordista de partidas disputadas), e promessas, como Gai Assulin, permite o vislumbramento de um bom futuro para a seleção nacional.

## Histórico de competição

### Copa do Mundo da FIFA
| Ano  | Fase               | Posição | J | V | E | D | GP | GC |
| ---- | ------------------ | ------- | - | - | - | - | -- | -- |
| 1930 | Não Disputou       | -       | - | - | - | - | -  | -  |
| 1934 | Não Se Classificou | -       | - | - | - | - | -  | -  |
| 1938 | Não Se Classificou | -       | - | - | - | - | -  | -  |
| 1950 | Não Se Classificou | -       | - | - | - | - | -  | -  |
| 1954 | Não Se Classificou | -       | - | - | - | - | -  | -  |
| 1958 | Não Se Classificou | -       | - | - | - | - | -  | -  |
| 1962 | Não Se Classificou | -       | - | - | - | - | -  | -  |
| 1966 | Não Se Classificou | -       | - | - | - | - | -  | -  |
| 1970 | Primeira fase      | 12°     | 3 | 0 | 2 | 1 | 1  | 3  |
| 1974 | Não Se Classificou | -       | - | - | - | - | -  | -  |
| 1978 | Não Se Classificou | -       | - | - | - | - | -  | -  |
| 1982 | Não Se Classificou | -       | - | - | - | - | -  | -  |
| 1986 | Não Se Classificou | -       | - | - | - | - | -  | -  |
| 1990 | Não Se Classificou | -       | - | - | - | - | -  | -  |
| 1994 | Não Se Classificou | -       | - | - | - | - | -  | -  |
| 1998 | Não Se Classificou | -       | - | - | - | - | -  | -  |
| 2002 | Não Se Classificou | -       | - | - | - | - | -  | -  |
| 2006 | Não Se Classificou | -       | - | - | - | - | -  | -  |
| 2010 | Não Se Classificou | -       | - | - | - | - | -  |    |
| 2014 | Não Se Classificou | -       | - | - | - | - | -  | -  |
| 2018 | Não Se Classificou | -       | - | - | - | - | -  | -  |
| 2022 | Não Se Classificou | -       | - | - | - | - | -  | -  |
| 2026 | Qualificação       | -       | - | - | - | - | -  | -  |

### Copa da Ásia
| Ano          | Fase         | J  | V | E | D | GP | GC |
| ------------ | ------------ | -- | - | - | - | -- | -- |
| Copa da Ásia |              |    |   |   |   |    |    |
| 1956         | Vice-Campeão | 3  | 2 | 0 | 1 | 6  | 5  |
| 1960         | Vice-Campeão | 3  | 2 | 0 | 1 | 6  | 4  |
| 1964         | Campeão      | 3  | 3 | 0 | 0 | 5  | 1  |
| 1968         | 3° lugar     | 4  | 2 | 0 | 2 | 11 | 5  |
| Total        | 1 Título     | 13 | 9 | 0 | 4 | 28 | 15 |

Israel não competiu em um campeonato regional entre os anos de 1968 e 1996

### Eurocopa
| Ano      | Fase               | J | V | E | D | GP | GC |  |
| -------- | ------------------ | - | - | - | - | -- | -- |  |
| Eurocopa |                    |   |   |   |   |    |    |  |
| 1996     | Não Se Classificou | - | - | - | - | -  | -  |  |
| 2000     | Não Se Classificou | - | - | - | - | -  | -  |  |
| 2004     | Não Se Classificou | - | - | - | - | -  | -  |  |
| 2008     | Não Se Classificou | - | - | - | - | -  | -  |  |
| 2012     | Não Se Classificou | - | - | - | - | -  | -  |  |
| 2016     | Não Se Classificou | - | - | - | - | -  | -  |  |
| 2020     | Não Se Classificou | - | - | - | - | -  | -  |  |
| 2024     | Não Se Classificou | - | - | - | - | -  | -  |  |

## Títulos
| Continentais | Continentais | Continentais | Continentais |
|              | Competição   | Títulos      | Anos         |
| ------------ | ------------ | ------------ | ------------ |
|              | Copa da Ásia | 1            | 1964         |

 Campeão invicto  Israel

## Uniformes

### Uniformes atuais
- 1º - Camisa azul-celeste, calção azul e meias azuis celestes;
- 2º - Camisa branca, calção branco e meias brancas.

| Primeiro | Segundo |  |

### Uniformes dos goleiros
- Camisa cinza, calção e meias cinzas;
- Camisa rosa, calção e meias rosas.

| Cores do Time · Cores do Time · Cores do Time · Cores do Time · Cores do Time | Cores do Time · Cores do Time · Cores do Time · Cores do Time · Cores do Time |  |

### Uniformes anteriores
- 2018

| Primeiro | Segundo |  |

- 2016

| Primeiro | Segundo |  |

- 2013

| Primeiro | Segundo |  |

- 2012

| Primeiro | Segundo |  |

- 2010

| Primeiro | Segundo |  |

- 2008

| Primeiro | Segundo |  |

- 2008 (Puma)

| Primeiro | Segundo |  |

- 2006

| Primeiro | Segundo |  |

- 2000

| Primeiro | Segundo |  |

- 1998

| Primeiro | Segundo |  |

- 1996

| Primeiro |

## Material esportivo
| Fornecedor | Período       |
| ---------- | ------------- |
| Nenhum     | Até 1970      |
| Adidas     | 1981–1982     |
| Puma       | 1985–1989     |
| Diadora    | 1992–1995     |
| Puma       | 1996–2008     |
| Adidas     | 2008–2018     |
| Puma       | 2018–presente |

## Recordes
| Pos. | Jogador            | Carreira na seleção | Partidas | Gols |
| ---- | ------------------ | ------------------- | -------- | ---- |
| 1    | Yossi Benayoun     | 1998–2017           | 102      | 24   |
| 2    | Tal Ben Haim       | 2002–               | 96       | 2    |
| 3    | Arik Benado        | 1995–2007           | 94       | 0    |
| 4    | Alon Harazi        | 1992–2006           | 89       | 2    |
| 5    | Amir Schelach      | 1992–2001           | 85       | 0    |
| 6    | Mordechai Spiegler | 1963–1977           | 83       | 33   |
| 6    | Nir Klinger        | 1987–1997           | 83       | 2    |
| 8    | Avi Nimni          | 1992–2005           | 80       | 17   |
| 9    | Tal Banin          | 1990–2003           | 78       | 12   |
| 9    | Itzhak Shum        | 1969–1981           | 78       | 10   |
| 9    | Eyal Berkovic      | 1992–2004           | 78       | 9    |
| 9    | Dudu Aouate        | 1999–2013           | 78       | 0    |

| Pos. | Jogador             | Em atividade | Gols | Partidas | Média por jogo |
| ---- | ------------------- | ------------ | ---- | -------- | -------------- |
| 1    | Mordechai Spiegler  | 1963–1977    | 33   | 83       | 0.39           |
| 2    | Yehoshua Feigenbaum | 1966–1977    | 24   | 50       | 0.48           |
| 2    | Yossi Benayoun      | 1998–2017    | 24   | 102      | 0.24           |
| 4    | Ronen Harazi        | 1992–1999    | 23   | 53       | 0.43           |
| 5    | Nahum Stelmach      | 1956–1968    | 22   | 61       | 0.36           |
| 6    | Gidi Damti          | 1971–1981    | 21   | 69       | 0.30           |
| 7    | Giora Spiegel       | 1965–1980    | 18   | 44       | 0.40           |
| 7    | Yehoshua Glazer     | 1949–1961    | 18   | 35       | 0.51           |
| 9    | Eli Ohana           | 1984–1997    | 17   | 51       | 0.33           |
| 9    | Avi Nimni           | 1992–2005    | 17   | 80       | 0.21           |
| 9    | Tomer Hemed         | 2011–        | 17   | 37       | 0.46           |

## Treinadores

### Mandato Britânico da Palestina
| - Shimon Ratner (1934) - Egon Pollak (1938) - Arthur Baar (1940) |

### Israel
| - Egon Pollak (1948) - / Alois Hess (1949) - László Székely (1950) - Jerry Beit haLevi (1953–1954) - Jackie Gibbons (1956) - Jerry Beit haLevi (1957) - Moshe Varon (1958) - Gyula Mándi (1959–1963) | - George Ainsley (1963–1964) - Yosef Merimovich (1964) - Gyula Mándi (1964) - Yosef Merimovich (1964–1965) - Milovan Ćirić (1965–1968) - Emmanuel Scheffer (1968–1970) - / Edmond Schmilovich (1970–1973) - David Schweitzer (1973–1977) | - Emmanuel Scheffer (1978–1979) - Jack Mansell (1980–1981) - Yosef Merimovich (1983–1986) - Miljenko Mihić (1986–1988) - Itzhak Schneor e Ya'akov Grundman (1988–1992) - Shlomo Scharf (1992–2000) - Richard Møller Nielsen (2000–2002) - Avram Grant (2002–2006) | - Dror Kashtan (2006–2010) - Eli Ohana (2010, interino) - Luis Fernández (2010–2011) - Eli Guttman (2011–2015) - Alon Hazan (2016, interino) - Elisha Levy (2016–2017) - Alon Hazan (2018, interino) - Andreas Herzog (2018–) |